# Selsingen
Selsingen is een gemeente in de Duitse deelstaat Nedersaksen. De gemeente maakt deel uit van de Samtgemeinde Selsingen in het Landkreis Rotenburg (Wümme). Selsingen telt 3.598 inwoners.
Selsingen is de hoofdplaats van de Samtgemeinde. Het bestuur van de Samtgemeinde is er gevestigd. Tot de deelgemeente Selsingen behoren ook de dorpjes en gehuchten Eitzte, Granstedt, Haaßel, Lavenstedt en Parnewinkel.
Het dorp bezit een historisch interessante watermolen en een oude windmolen (bovenkruier). De evangelisch-lutherse Lambertuskerk in het dorp dateert uit de 18e eeuw en werd op de plaats van een ouder, bouwvallig geworden, kerkje gebouwd. Binnen in de kerk is een fraaie, uit 1642 daterende, kansel aanwezig.

## Afbeeldingen

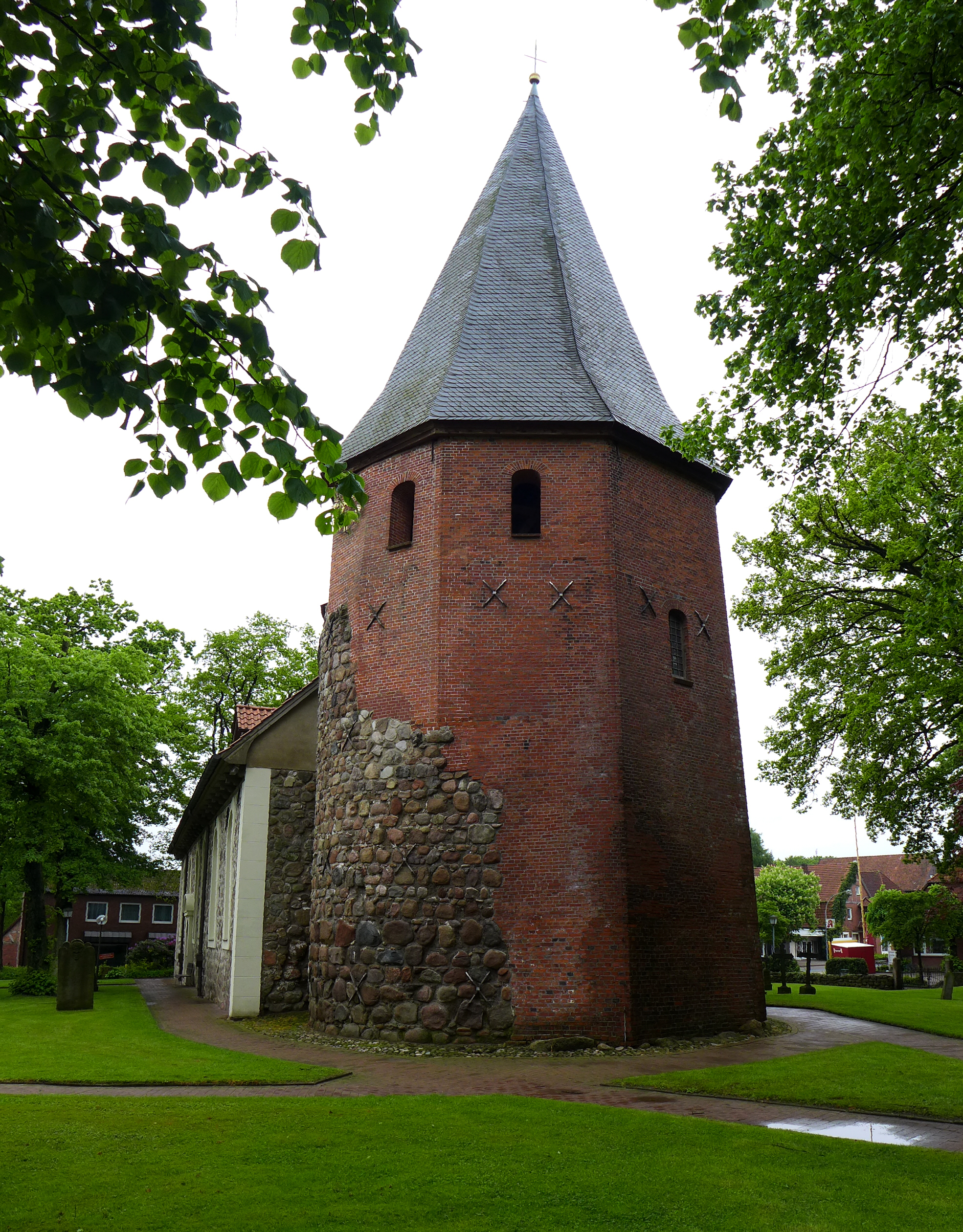
St. Lambertuskerk
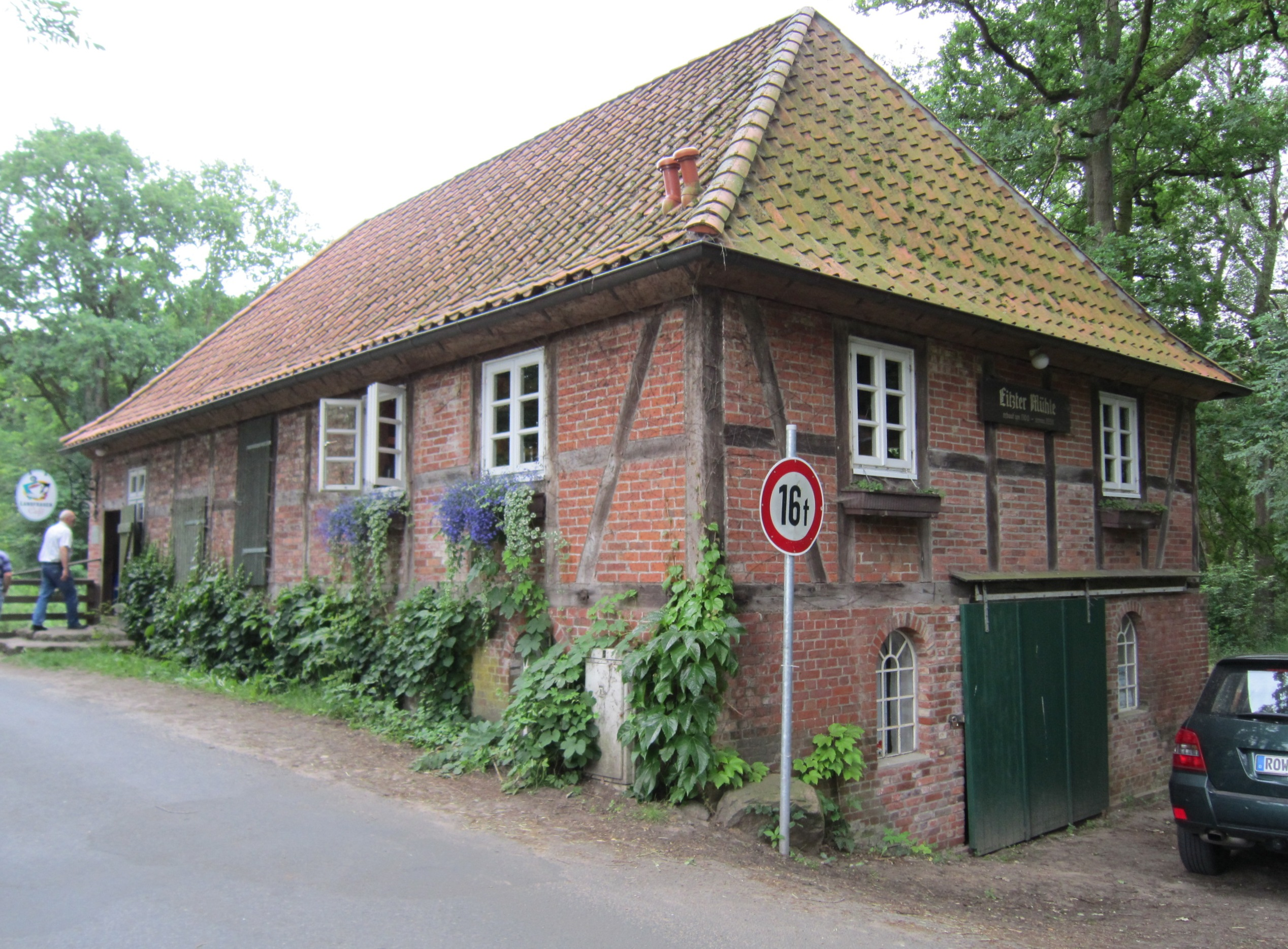
Watermolen te Eitzte

- Gemeinsame Normdatei: 4054477-1
- Library of Congress Control Number: n2003051176
- Nationale Bibliotheek van Tsjechië: ge1193911
- Virtual International Authority File: 149123197

Ahausen · 
Alfstedt · 
Anderlingen · 
Basdahl · 
Bötersen · 
Bothel · 
Breddorf · 
Bremervörde · 
Brockel · 
Bülstedt · 
Deinstedt · 
Ebersdorf · 
Elsdorf · 
Farven · 
Fintel · 
Gnarrenburg · 
Groß Meckelsen · 
Gyhum · 
Hamersen · 
Hassendorf · 
Heeslingen · 
Hellwege · 
Helvesiek · 
Hemsbünde · 
Hemslingen · 
Hepstedt · 
Hipstedt · 
Horstedt · 
Kalbe · 
Kirchtimke · 
Kirchwalsede · 
Klein Meckelsen · 
Lauenbrück · 
Lengenbostel · 
Oerel · 
Ostereistedt · 
Reeßum · 
Rhade · 
Rotenburg · 
Sandbostel · 
Scheeßel · 
Seedorf · 
Selsingen · 
Sittensen · 
Sottrum · 
Stemmen · 
Tarmstedt · 
Tiste · 
Vahlde · 
Vierden · 
Visselhövede · 
Vorwerk · 
Westertimke · 
Westerwalsede · 
Wilstedt · 
Wohnste · 
Zeven